# Il cimento dell'armonia e dell'inventione

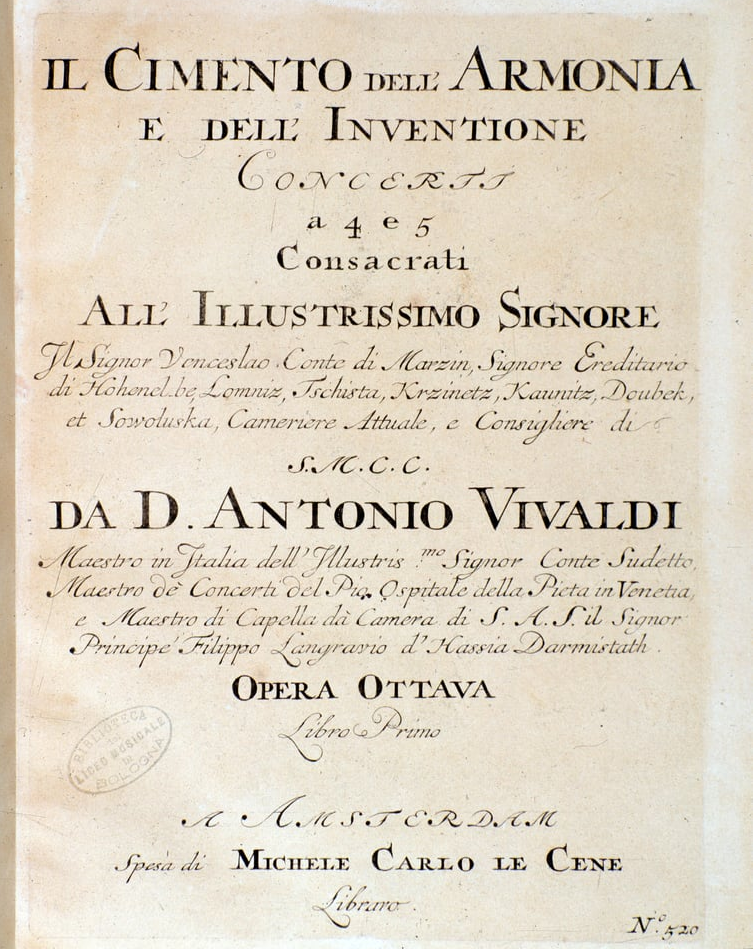
Frontispicio del libro. Ed. Michel Le Cène (Ámsterdam), 1725. Museo internazionale e biblioteca della musica (Bolonia).

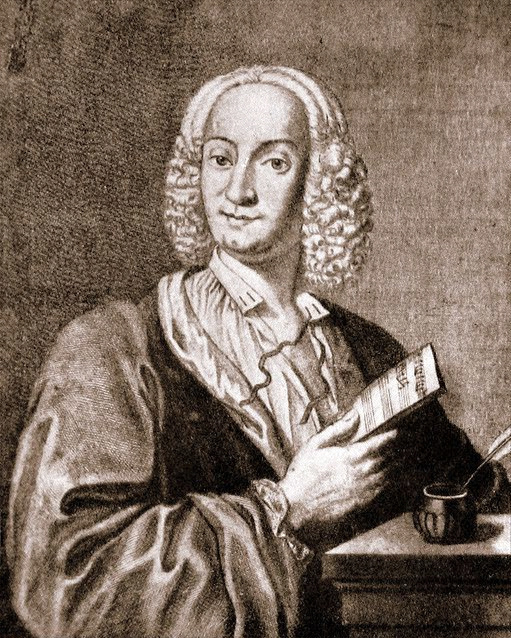
Antonio Vivaldi (grabado de François Morellon de La Cave, de la edición de Michel-Charles Le Cène de Il cimento dell'armonia e dell'inventione Op. 8).

Il cimento dell'armonia e dell'inventione (en español La prueba de la armonía y de la invención) es un conjunto de doce conciertos escritos por Antonio Vivaldi entre 1723 y 1725, publicados el mismo año como Op. 8.
Estos conciertos son para violín u oboe solista, cuerdas y bajo continuo. Los cuatro primeros conciertos son conocidos como Las cuatro estaciones (Le Quattro Stagioni).

## Lista de conciertos
- Concerto n.º 1 en Mi mayor, "La primavera" (La primavera), RV 269

- I. Allegro
- II. Largo
- III. Allegro

- Concerto n.º 2 en Sol menor, "L'estate" (El verano),  RV 315

- I. Allegro non molto
- II. Adagio - Presto - Adag
- II. Adagio molto
- III. Allegro pastorale

- Concerto n.º 3 en Fa mayor,"L'autunno" (El otoño) RV 293

- I. Allegro
- II. Adagio molto
- III. Allegro

- Concerto n.º 4 en Fa menor, "L'inverno" (El invierno), RV 297

- I. Allegro non molto
- II. Largo
- III. Allegro

- Concerto n.º 5 en Mi bemol mayor, "La tempesta di mare" (La Tormenta en el Mar), RV 253

- I. Presto
- II. Largo
- III. Presto

- Concerto n.º 6 en Do mayor, "Il piacere" (El Placer), RV 180

- I. Allegro
- II. Largo e cantabile
- III. Allegro

- Concerto n.º 7 en Re menor, RV 242

- I. Allegro
- II. Largo
- III. Allegro

- Concerto n.º 8 en Sol menor, RV 332

- I. Allegro
- II. Largo
- III. Allegro

- Concerto n.º 9 en Re menor, RV 236

- I. Allegro
- II. Largo
- III. Allegro

- Concerto n.º 10 en Si bemol mayor, "La caccia" (La Cacería), RV 362

- I. Allegro
- II. Adagio
- III. Allegro

- Concerto n.º 11 en Re mayor, RV 210

- I. Allegro
- II. Largo
- III. Allegro

- Concerto n.º 12 en Do mayor, RV 178

- I. Allegro
- II. Largo
- III. Allegro